# 陰道高潮的迷思
陰道高潮的迷思（The Myth of the Vaginal Orgasm）是美国基進女性主義人士安妮·科特于1968年撰写的一篇关于女性的性的女性主義書籍。該書于1970年出版。內容有提到有关陰蒂性高潮的证据、女性解剖结构以及能维持阴道性高潮的原因。

## 外部鏈接
- The Myth of the Vaginal Orgasm （页面存档备份，存于） digitized by the New England Free Press
- The Clitoris - Animated Documentary （页面存档备份，存于） by Lori-Malépart Traversy (Video), 2016.